# Meeting de Paris 2018
Il Meeting de Paris 2018 è stato la 35ª edizione dell'annuale meeting di atletica leggera, e si è svolto allo Stadio Charléty di Parigi, il 30 giugno 2018. Il meeting è stato la settima tappa del circuito di atletica leggera IAAF Diamond League 2018.

## Programma[1]
| # | Orario | Specialità         |
| - | ------ | ------------------ |
| 1 | 19:32  | Salto con l'asta   |
| 2 | 20:03  | 400 metri ostacoli |
| 3 | 20:26  | Lancio del disco   |
| 4 | 20:30  | 200 metri          |
| 5 | 20:39  | 1500 metri         |
| 6 | 20:53  | 110 metri ostacoli |
| 7 | 21:10  | 800 metri          |
| 8 | 21:52  | 100 metri          |

| # | Orario | Specialità       |
| - | ------ | ---------------- |
| 1 | 18:40  | Lancio del disco |
| 2 | 18:50  | Salto triplo     |
| 3 | 20:10  | Salto in alto    |
| 4 | 20:12  | 3000 metri siepi |
| 5 | 21:03  | 400 metri        |
| 6 | 21:33  | 200 metri        |
| 7 | 21:42  | 800 metri        |

     Specialità valide per la Diamond League

## Risultati
Di seguito i primi tre classificati di ogni specialità.

### Uomini
| Specialità         |                   | Prestazione | 2º classificato   | Prestazione | 3º classificato   | Prestazione |
| 100 metri          | Ronnie Baker      | 9"88        | Jimmy Vicaut      | 9"91        | Su Bingtian       | 9"91        |
| 200 metri          | Michael Norman    | 19"84       | Rai Benjamin      | 19"99       | Álex Quiñónez     | 20"08       |
| 800 metri          | Ferguson Rotich   | 1'43"73     | Jonathan Kitilit  | 1'43"83     | Saúl Ordóñez      | 1'44"36     |
| 1500 metri         | Timothy Cheruiyot | 3'29"71     | Ayanleh Souleiman | 3'31"77     | Charles Simotwo   | 3'32"61     |
| 110 metri ostacoli | Ronald Levy       | 13"18       | Hansle Parchment  | 13"22       | Devon Allen       | 13"23       |
| 400 metri ostacoli | Abderrahman Samba | 46"98 DLR   | Kyron McMaster    | 47"54       | Karsten Warholm   | 48"06       |
| Salto con l'asta   | Sam Kendricks     | 5.96 m      | Armand Duplantis  | 5.90 m      | Renaud Lavillenie | 5.84 m      |
| Lancio del disco   | Fedrick Dacres    | 67.01 m     | Christoph Harting | 64.80 m     | Robert Urbanek    | 64.68 m     |

     Prestazione che stabilisce il nuovo record del meeting.

### Donne
| Specialità       |                    | Prestazione | 2º classificato    | Prestazione | 3º classificato    | Prestazione |
| 200 metri        | Shericka Jackson   | 22"05       | Jenna Prandini     | 22"30       | Marie-Josée Ta Lou | 22"50       |
| 400 metri        | Salwa Eid Naser    | 49"55       | Jessica Beard      | 50"39       | Phyllis Francis    | 50"50       |
| 800 metri        | Caster Semenya     | 1'54"25 DLR | Francine Niyonsaba | 1'55"86     | Ajeé Wilson        | 1'57"11     |
| 3000 metri siepi | Beatrice Chepkoech | 8'59"36     | Celliphine Chespol | 9'01"82     | Hyvin Kiyeng       | 9'03"86     |
| Salto in alto    | Marija Lasickene   | 2.04 m      | Nafissatou Thiam   | 1.97 m      | Julija Levčenko    | 1.97 m      |
| Salto triplo     | Caterine Ibargüen  | 14.83 m     | Kimberly Williams  | 14.56 m     | Tori Franklin      | 14.49 m     |
| Lancio del disco | Sandra Perković    | 68.60 m     | Yaimé Pérez        | 66.55 m     | Denia Caballero    | 63.13 m     |

     Prestazione che stabilisce il nuovo record del meeting.